# یخ‌زدگی (هوانوردی)
در هوانوردی، یخ‌زدگی به تشکیل یخ آب بر روی یک هواپیما اشاره دارد. یخ‌زدگی باعث بروز حوادث مرگبار متعددی در تاریخ هوانوردی شده است. تجمع و انباشت یخ می‌تواند بر سطوح خارجی یک هواپیما تأثیر بگذارد که در این صورت به آن یخ‌زدگی بدنه هواپیما گفته می‌شود،
همچنین یخ زدگی در هواپیما می‌تواند بر روی موتور تأثیر بگذارد که منجر به یخ‌زدگی کاربراتور، یخ‌زدگی ورودی هوا یا به‌طور کلی‌تر یخ‌زدگی موتور می‌شود. این پدیده‌ها ممکن است با هم رخ دهند اما لزوماً همیشه با هم اتفاق نمی‌افتند.

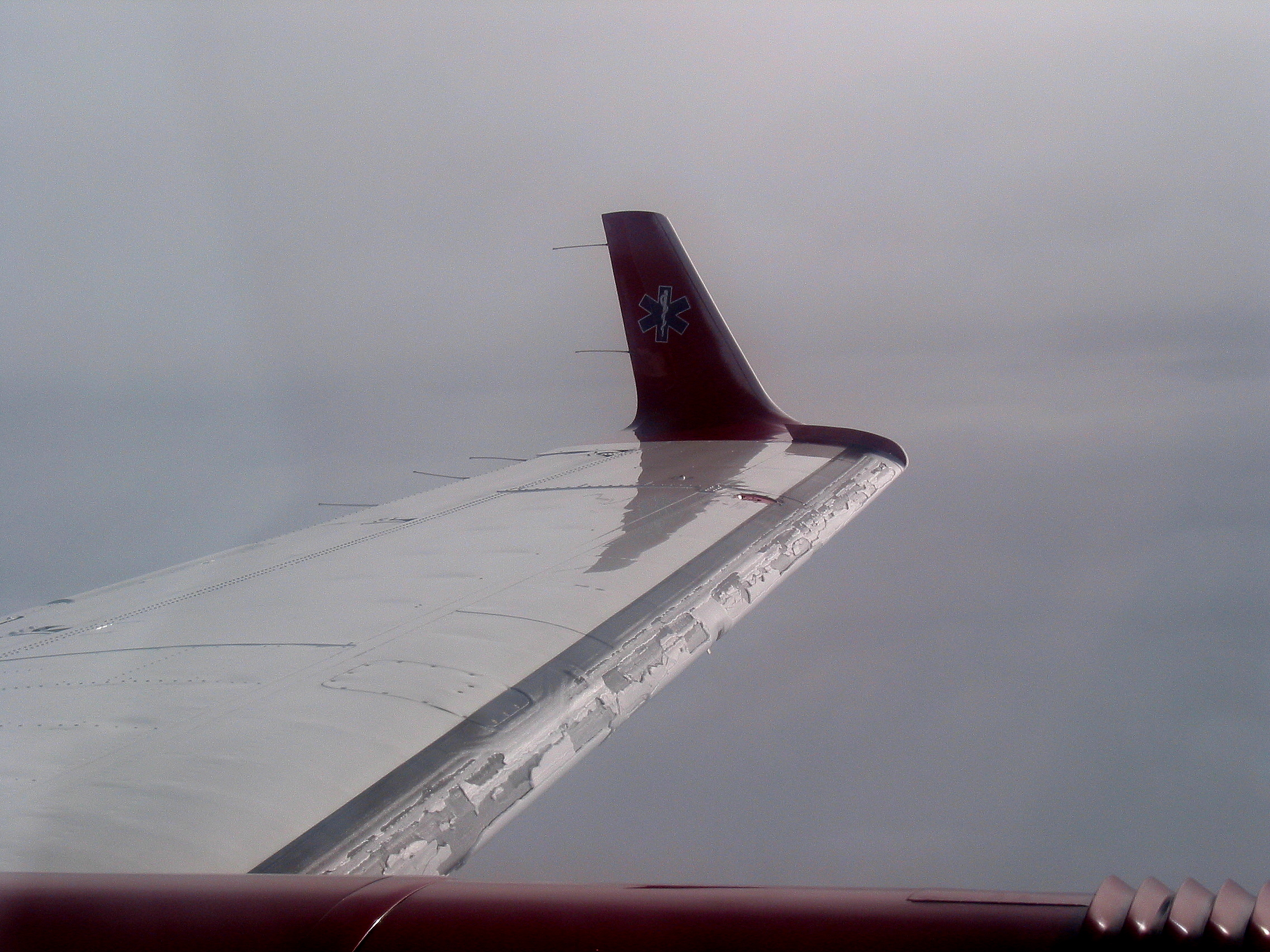
یک لایه یخ روی بال یک هواپیمای بیچ کرفت کینگ ایر

همه هواپیماها، به‌ویژه هواپیماهای هوانوردی عمومی، برای پرواز در شرایط یخ‌زدگی گواهی ایمنی (FIKI) دریافت نکرده‌اند. این گواهی بر روی هواپیماهایی اعمال می‌شود که احتمال یا قطعیت وجود شرایط یخ‌زدگی بر اساس گزارش‌های خلبانان، مشاهدات و پیش‌بینی‌هاا وجود دارد. برای اینکه یک هواپیما گواهی FIKI دریافت کند، باید به سیستم‌های محافظت در برابر یخ از جمله یخ زدایی مجهز باشد تا از وقوع حوادث ناشی از یخ‌زدگی جلوگیری شود.

## حوادث مربوط به یخ زدگی
| تاریخ          | حادثه                                                          |
| -------------- | -------------------------------------------------------------- |
| ۱۵ اکتبر ۱۹۴۳  | پرواز ۶۳ خطوط آمریکن ایرلاینز                                  |
| ۲۱ نوامبر۱۹۷۳  | سقوط هواپیما داگلاس دی سی- ۳ نیروی هوایی آمریکا در جنوب ایسلند |
| ۱ دسامبر ۱۹۷۴  | پرواز ۶۲۳۱ خطوط شمال غربی                                      |
| ۴ دسامبر ۱۹۷۸  | پرواز ۲۱۷ خطوط راکی مونتین                                     |
| ۱۳ ژانویه ۱۹۸۳ | پرواز ۹۰ ایر فلوریدا                                           |
| ۱۲ دسامبر ۱۹۸۵ | پرواز ۱۲۸۵ خطوط آرو ایرلاینز                                   |
| ۱۵ نوامبر ۱۹۸۷ | پرواز ۱۷۱۳ خطوط هوایی کانتیننتال                               |
| ۱۰ مارس ۱۹۸۹   | پرواز ۱۳۶۳ ایر انتاریو                                         |
| ۲۶ دسامبر ۱۹۸۹ | پرواز ۲۴۱۵ یونایتد اکسپرس                                      |
| ۱۷ فوریه ۱۹۹۱  | Ryan International Airlines Flight 590                         |
| ۲۷ دسامبر ۱۹۹۱ | Scandinavian Airlines System Flight 751                        |
| ۲۲ مارس ۱۹۹۲   | USAir Flight 405                                               |
| ۰۱ آوریل ۱۹۹۳  | Alan Kulwicki plane crash                                      |
| ۳۱ اکتبر ۱۹۹۴  | American Eagle Flight 4184                                     |
| ۹ ژانویه ۱۹۹۷  | Comair Flight 3272                                             |
| ۲۷ فوریه ۲۰۰۱  | Loganair Flight 670                                            |
| ۲۱ دسامبر ۲۰۰۲ | TransAsia Airways Flight 791                                   |
| ۲۱ نوامبر ۲۰۰۴ | China Eastern Airlines Flight 5210                             |
| ۱۶ اوت ۲۰۰۵    | West Caribbean Airways Flight 708                              |
| ۱۲ فوریه ۲۰۰۹  | Colgan Air Flight 3407                                         |
| ۱ ژوئن ۲۰۰۹    | پرواز شماره ۴۴۷ ایر فرانس                                      |
| ۴ نوامبر ۲۰۱۰  | Aero Caribbean Flight 883                                      |
| ۹ ژانویه ۲۰۱۱  | پرواز ۲۷۷ ایران ایر                                            |
| ۱۸ مه ۲۰۱۱     | Sol Líneas Aéreas Flight 5428                                  |
| ۲۴ ژوئیه ۲۰۱۴  | Air Algérie Flight 5017                                        |
| ۱۱ فوریه ۲۰۱۸  | پرواز ۷۰۳ ساراتوف                                              |
| ۹ اوت ۲۰۲۴     | Voepass Linhas Aéreas Flight 2283                              |

## تأثیر یخ زدگی در هواپیما
بال عموماً در زاویه حمله پایین‌تری دچار واماندگی (استال) می‌شود  و بنابراین در سرعت هوای بالاتری قرار می‌گیرد زمانی که یخ روی بال باشد به دلیل کاهش قابل توجه ضریب لیفت و افزایش درگ آیرودینامیکی. حتی مقادیر کمی از یخ نیز تأثیرگذار خواهد بود و اگر یخ زبر باشد، این تأثیر می‌تواند بسیار بزرگ باشد؛ بنابراین افزایش سرعت در زمان نزدیک شدن به باند فرود توصیه می‌شود اگر یخ بر روی بال‌ها باقی مانده باشد. میزان این افزایش یخ بستگی به نوع هواپیما و مقدار یخ دارد. همچنین، انباشت یخ ممکن است بین دو بال نامتقارن باشد که نیاز به کالیبراسیون دارد. علاوه بر این، قسمت بیرونی یک بال که معمولاً نازک‌تر است و بنابراین بهتر جمع‌کنندهٔ یخ است، احتمالاً اول از همه دچار افت خواهد شد.

## علت
شرایط یخ‌زدگی زمانی وجود دارد که هوا حاوی قطرات آب فوق‌سرد باشد. این قطرات با برخورد به یک نقطهٔ هسته‌زایی، که در این مورد بخش‌های مختلف هواپیما هستند، یخ می‌زنند و باعث ایجاد یخ‌زدگی می‌شوند. شرایط یخ‌زدگی به صورت کمی با اندازه متوسط قطرات، محتوای آب مایع و دمای هوا مشخص می‌شود. این پارامترها بر میزان، نوع و سرعت تشکیل یخ روی هواپیما تأثیر می‌گذارند. مقررات هوانوردی فدرال تعریفی از شرایط یخ‌زدگی ارائه داده‌اند که برخی از هواپیماها مجاز به پرواز در آن هستند. شرایطی که به نام SLD یا قطرات بزرگ فوق‌سرد شناخته می‌شوند، فراتر از این مشخصات هستند و خطر خاصی برای هواپیماها ایجاد می‌کنند که همهٔ هواپیماها باید از آن‌ها اجتناب کنند.
به صورت کیفی، گزارش‌های خلبانان شرایط یخ‌زدگی را بر اساس تأثیر آن بر روی هواپیما توصیف می‌کنند و این توصیف بستگی به قابلیت‌های موجود در هر هواپیما دارد. ممکن است دو هواپیمای مختلف تحت شرایط کمی مشابه، سطوح متفاوتی از یخ‌زدگی را گزارش کنند. آشکارسازهای یخ اغلب برای نشان دادن حضور شرایط یخ‌زدگی استفاده می‌شوند.